# Částkov (Uherské Hradiště-i járás)
Částkov település Csehországban, a Uherské Hradiště-i járásban. Částkov Svárov, Pašovice, Prakšice, Nedachlebice, Březolupy, Kelníky és Velký Ořechov településekkel határos. Lakosainak száma 381 fő (2024. január 1.).

## Népesség
A település lakosságának változását az alábbi diagram mutatja:
| Lakosok száma | 362  | 383  | 451  | 549  | 469  | 383  | 381  | 383  | 382  | 381  |
|               | 1869 | 1890 | 1921 | 1950 | 1980 | 2001 | 2017 | 2019 | 2022 | 2024 |